# Muqaghali Maqatajew

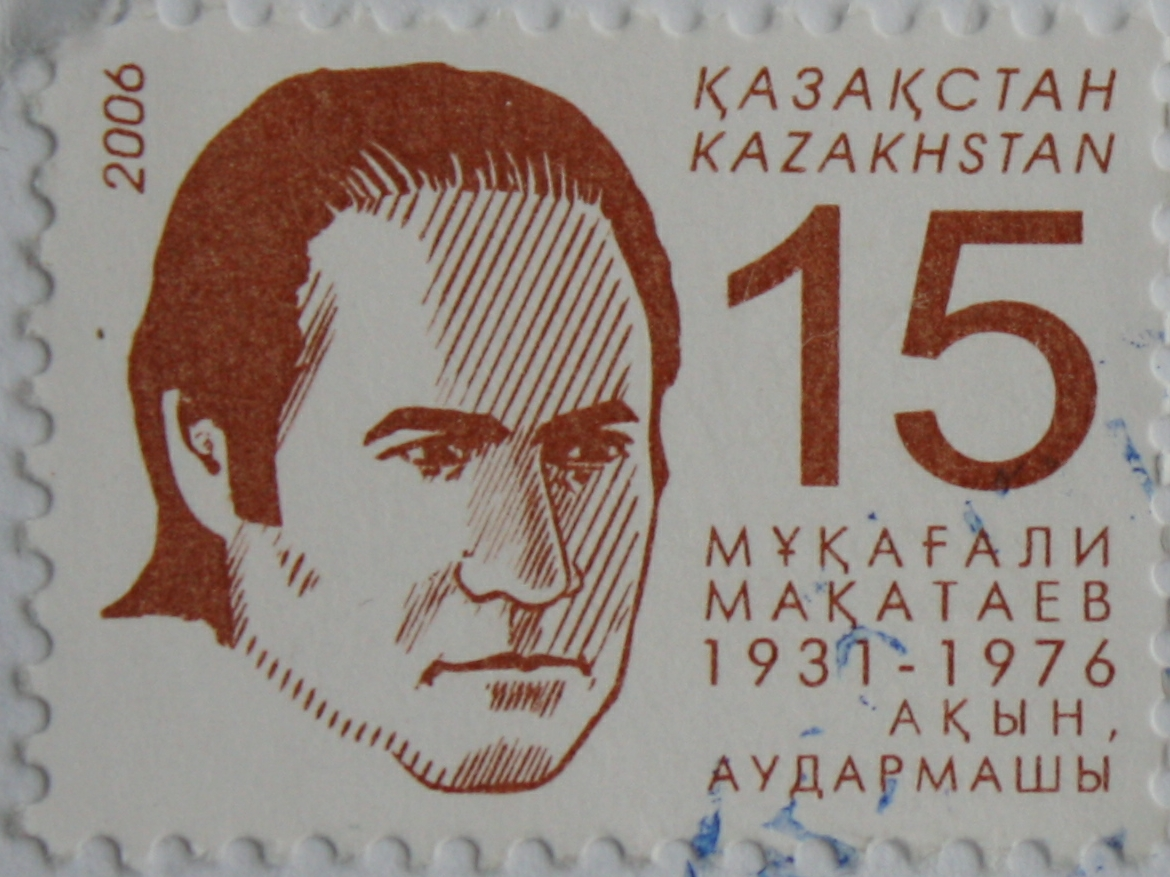
Abbildung Makatajews auf einer kasachischen Briefmarke 2006

Muqaghali Süleimenuly Maqatajew (kasachisch Мұқағали Сүлейменұлы Мақатаев, russisch Мукагали Сулейменович Макатаев Mukagali Suleimenowitsch Makatajew; * 9. Februar 1931 in Karassas, Rajon Rajymbek, Oblast Alma-Ata; † 27. März 1976 in Almaty) war ein kasachisch-sowjetischer Dichter und Übersetzer.

## Leben und Werk
Sein Vater starb im Zweiten Weltkrieg, als er zehn Jahre alt war. 1948 schloss er das Internat in Narynkol ab. Er studierte an der Kasachischen Nationaluniversität (KazGu) am Institut für Fremdsprachen und am Institut für Rechtswissenschaften. Im Anschluss arbeitete er als Russisch-Lehrer und als Redakteur für eine Regionalzeitung.
Aus einer 1949 geschlossenen Ehe gingen sechs Kinder hervor. 1962 zog er mit seiner Familie nach Almaty, wo er fortan als Sprecher für das kasachische Radio, als Journalist für die Zeitung Sozialistik Qasaqstan und für das Magazin Schuldys sowie in der Jugendabteilung des kasachischen Schriftstellerverbandes arbeitete. Seine Gedichte wurden regelmäßig in Zeitungen und Magazinen veröffentlicht, von 1962 bis zu seinem Tod 1976 im Alter von 45 Jahren kamen auch acht Gedichtbände heraus.
Insgesamt schrieb er mehr als 1.000 Gedichte. Zu seinen bekanntesten Werken zählen Iljitsch (Ильич), Raimbek! Raimbek! (Раимбек! Раимбек!), Gorny orel (Горный орел), Beglez (Беглец) und Mawr (Мавр). Viele seiner Gedichte wurden als Lieder vertont. Auch als Übersetzer machte er sich einen Namen; er übersetzte unter anderem den ersten Teil von Dantes Göttliche Komödie, Shakespeare und einige russische Dichter ins Kasachische.

## Übersetzungen
- Berge sind Legende. Übersetzung von  Mario Pschera und Walerija Weiser. Dağyeli Verlag, Berlin 2014, ISBN 978-3-935597-52-4 (deutsch/kasachisch).